# Канова (округ)
Округ Канова (англ. Kanawha County) располагается в США, штате Западная Виргиния. Официально образован 5 октября 1789 года, получил своё название по наименованию реки Канова. По состоянию на 2012 год численность населения составляла 192 179 человек.

## География
По данным Бюро переписи США, общая площадь округа равняется 2359 км², из которых 2336 км² суша и 23 км² или 1,0 % это водоёмы.

### Соседние округа
- Рон (Западная Виргиния) — север
- Клей (Западная Виргиния) — северо-восток
- Николас (Западная Виргиния) — восток
- Фейетт (Западная Виргиния) — восток
- Роли (Западная Виргиния) — юго-восток
- Бун (Западная Виргиния) — юг
- Линкольн (Западная Виргиния) — юго-запад
- Патнам (Западная Виргиния) — запад
- Джэксон (Западная Виргиния) — северо-запад

## Демография
По данным переписи населения 2000 года в округе проживает 200 073 жителей в составе 86 226 домашних хозяйств и 55 960 семей. Плотность населения составляет 86 человек на км². На территории округа насчитывается 93 788 жилых строений, при плотности застройки 40 строений на км². Расовый состав населения: белые — 90,46 %, афроамериканцы — 6,97 %, коренные американцы (индейцы) — 0,21 %, азиаты — 0,85 %, гавайцы — 0,02 %, представители других рас — 0,21 %, представители двух или более рас — 1,27 %. Испаноязычные составляли 0,59 % населения независимо от расы.
В составе 26,50 % из общего числа домашних хозяйств проживают дети в возрасте до 18 лет, 49,00 % домашних хозяйств представляют собой супружеские пары проживающие вместе, 12,30 % домашних хозяйств представляют собой одиноких женщин без супруга, 35,10 % домашних хозяйств не имеют отношения к семьям, 30,80 % домашних хозяйств состоят из одного человека, 12,50 % домашних хозяйств состоят из престарелых (65 лет и старше), проживающих в одиночестве. Средний размер домашнего хозяйства составляет 2,28 человека, и средний размер семьи 2,84 человека.
Возрастной состав округа: 21,30 % моложе 18 лет, 8,40 % от 18 до 24, 28,10 % от 25 до 44, 25,60 % от 45 до 64 и 16,50 % от 65 и старше. Средний возраст жителя округа 40 лет. На каждые 100 женщин приходится 90,70 мужчин. На каждые 100 женщин старше 18 лет приходится 87,10 мужчин.
Средний доход на домохозяйство в округе составлял 33 766 USD, на семью — 42 568 USD. Среднестатистический заработок мужчины был 33 842 USD против 24 188 USD для женщины. Доход на душу населения составлял 20 354 USD. Около 11,20 % семей и 14,40 % общего населения находились ниже черты бедности, в том числе — 20,60 % молодежи (тех кому ещё не исполнилось 18 лет) и 10,50 % тех кому было уже больше 65 лет.